# Kukowo-Bór
Kukowo-Bór (biał. Кукава-Бор; ros. Куково-Бор) – wieś na Białorusi, w obwodzie brzeskim, w rejonie hancewickim, w sielsowiecie Nacz.
W dwudziestoleciu międzywojennym część wsi Kukowo leżącej w Polsce, w województwie poleskim, w powiecie łuninieckim, gminie Kruhowicze.